# City Of Surprise Women's Open 2013
Il City Of Surprise Women's Open 2013 è stato un torneo femminile di tennis giocato sul cemento. È stata la 6ª edizione del torneo del City Of Surprise Women's Open, che fa parte della categoria ITF 25 K nell'ambito dell'ITF Women's Circuit 2013. Il torneo si è giocato al Surprise Tennis and Racquet Complex di Surprise, dal 18 al 24 febbraio 2013.

## Partecipanti

### Teste di serie
| Nazionalità | Giocatrice        | Ranking* | Teste di serie |
| ----------- | ----------------- | -------- | -------------- |
| Australia   | Jarmila Gajdošová | 165      | 1              |
| Francia     | Irena Pavlović    | 183      | 2              |
| Stati Uniti | Jill Craybas      | 202      | 3              |
| Francia     | Julie Coin        | 208      | 4              |
| Francia     | Irina Chromačëva  | 230      | 5              |
| Croazia     | Ana Vrljić        | 236      | 6              |
| Stati Uniti | Madison Brengle   | 237      | 7              |
| Cina        | Yi-Fan Xu         | 244      | 8              |

* Le teste di serie sono basate sul ranking all'11 febbraio 2013

### Altre partecipanti
Le seguenti giocatrici hanno ricevuto una wild card per il tabellone principale:
- Megan McCray
- Jennifer Brady
- Sachia Vickery
- Christina Makarova

Le seguenti giocatrici sono passate dalle qualificazioni:

- Brooke Austin
- Chalena Scholl
- Tetjana Arefyeva
- Sally Peers
- Yuuki Tanaka
- Louisa Chirico
- Yuka Higuchi
- Jamie Loeb

## Campionesse

### Singolare
Tara Moore ha battuto in finale  Louisa Chirico con il punteggio di 6–3, 6–1.

### Doppio
Samantha Crawford /  Sachia Vickery hanno battuto in finale  Emily J. Harman /  Yi-Fan Xu con il punteggio di 6–3, 3–6, [10–7].